# 海外日系人協会
公益財団法人海外日系人協会（かいがいにっけいじんきょうかい、英語名：The Association of Nikkei & Japanese Abroad）は、海外諸国の日系人を通じた対日理解の促進と相互繁栄を目的に、海外日系人と日本との架け橋として各種交流・協力事業を推進する日本の公益財団法人。
協会は、第二次大戦後、米国各地の在留邦人・日系人が、敗戦国となり混乱のさなかにあった祖国日本へ、激励のために粉ミルク等の食料や衣料等の援助物資を送った「ララ物資」 といわれる救援活動に対し、感謝の意を表する祭典 を開催するための事務局となった、当時日本に唯一存在していた海外日系人関係の団体「海外日系人連絡事務局」を母体としている。

## 目的
1. 海外日系人（在本邦日系人を含む）との連絡・協議の推進
2. 我が国及び地方公共団体等が行う国際協力、国際交流事業への協力
3. 海外諸国の日系人を通じた対日理解の促進と相互繁栄

## 沿革
- 1957年 5月 - 国会、関係団体により「国連加盟記念・海外日系人親睦大会」（第1回大会）を開催。
- 1960年 5月 - 海外日系人連絡協会を設立、海外日系人大会をはじめ海外日系人との親善交流を推進。
- 1967年 2月 - 財団法人として認可。
- 1991年 7月 - 「日系人相談センター」を開設。
- 1999年 4月 - 日本海外移住家族会連合会の解散に伴い、同連合会が実施してきた海外日系人訪日団の受入、および移住者家族子弟研修生事業を引き継ぐ。
- 2000年 7月 - 特定公益増進法人として認可
- 2004年 6月 - 「継承日本語教育センター」設立
- 2006年12月 - プライバシーマーク取得
- 2012年 4月 - 公益財団法人移行認定

## 主な事業
- 海外日系人との親善交流
- 研修員等の受け入れと奨学制度
- 日系人・移住者の支援
- 海外移住資料館、図書資料室の運営・管理
- 刊行物の発行